# 钱荣堃
钱荣堃（1917年—2003年），男，江苏无锡人，中国经济学家、国际金融学家，中国工商管理硕士学位模式的设计者。曾任南开大学教授、南开大学经济研究所所长。

## 生平
1917年出生于江苏无锡。1942年重庆大学商学院银行系毕业后，考入国立西南联合大学南开大学经济研究所攻读硕士研究生。1946年，钱荣堃自南开大学经济研究所毕业后，考取了中英“庚子赔款”公费留学生，赴英国伦敦经济学院攻读货币银行学博士。1950年，钱荣堃毕业后，回到南开大学任教，历任副教授、经济研究所所长，南开大学经济学院院长、顾问、金融学系教授。
1979年，钱荣堃在南开大学开办了中国第一个国际金融硕士研究生点。1982年，钱荣堃在南开大学恢复建立金融学系并出任首任系主任。1983年又在南开大学开办了全国第一个国际金融博士点，1985年南开大学金融学系开始招收国际金融专业的大学本科生。

## 社会兼职
曾任国务院学位委员会学科评议组经济学类特约成员、中国金融学会名誉副会长。